# Лојсов
Лојсов (њем. Leussow) општина је у њемачкој савезној држави Мекленбург-Западна Померанија. Једно је од 89 општинских средишта округа Лудвигслуст. Према процјени из 2010. у општини је живјело 288 становника. Посједује регионалну шифру (AGS) 13054064.

## Географски и демографски подаци
Лојсов се налази у савезној држави Мекленбург-Западна Померанија у округу Лудвигслуст. Општина се налази на надморској висини од 21 метра. Површина општине износи 19,9 km². У самом мјесту је, према процјени из 2010. године, живјело 288 становника. Просјечна густина становништва износи 14 становника/km².

## Међународна сарадња
| Мјесто    | Држава | Врста сарадње | Од    |
| --------- | ------ | ------------- | ----- |
| Хеменлина | Финска | партнерство   | 2000. |
| Камскоје  | Русија | партнерство   | 1994. |
| Извор     |        |               |       |